# Paulinho da Viola (1968)
Paulinho da Viola é o primeiro álbum de estúdio do sambista carioca Paulinho da Viola, lançado em 1968 pela gravadora Odeon. Apresentou temas como "Sem ela eu não vou", "Coisas do mundo, minha nêga" além de interpretar canções de Cartola, como "Amor proibido" e "Vai, amigo" além de parcerias com Elton Medeiros e Hermínio Bello de Carvalho em "Samba do amor". O disco foi reeditado em 1996 para CD e no box "Ruas que Sonhei" de 2016 ficou de exceção sem nenhuma explicação da ausência.

## Faixas
Lado A
1. Vai, amigo 	(Cartola)
2. Encontro 	(Paulinho da Viola)
3. Doce veneno 	(Carlos Lentine, Goulart, Valzinho)
4. Sem ela eu não vou 	(Paulinho da Viola)
5. Não te dói a consciência 	(A. Garcez, A. Monteiro, Nelson Silva)
6. Coisas do mundo, minha nega 	(Paulinho da Viola)

Lado B
1. Batuqueiro 	(Candeia)
2. Amor proibido 	(Cartola)
3. A gente esquece 	(Paulinho da Viola)
4. Meu carnaval 	(Cacaso, Élton Medeiros)
5. Samba do amor 	(Élton Medeiros, Hermínio Bello de Carvalho, Paulinho da Viola)
6. Maria Sambamba (Casquinha)

## Ficha Técnica
- Diretor de produção: Milton Miranda
- Diretor musical: Lyrio Panicali
- Assistente de produção: Hermínio Bello de Carvalho
- Orquestradores e regentes: Maestros Nelsinho e Lindolfo Gaya
- Diretor técnico: Z. J. Merky
- Técnico de gravação: Zilmar e Nivaldo
- Técnico de laboratório: Reny R. Lippi
- Lay out e foto: Pedro de Moraes